# Novantinoe jolyi
Novantinoe jolyi là một loài bọ cánh cứng trong họ Cerambycidae.